# 宋珪
宋珪（？—1234年）金朝宦官。本名乞奴，燕 (今北京)人。
金宣宗时，官至内侍殿头，怨言放弃中都看灯戏，被杖责。随金哀宗到归德府，当时金哀宗不得已任蒲察官奴为权参知政事，被他控制。蒲察官奴前往毫州（今安徽省毫州市）时，宋珪暗中与吾古孙爱实等人密谋诛杀，趁蒲察官奴返回都城见哀宗之际，将其杀死。天兴三年（1234年），蒙宋联军攻下蔡州（今河南省汝南县），哀宗自杀，宋珪与完颜斜烈、焦春和从死。

## 延伸阅读
[在维基数据编辑]
 《金史·卷131》，出自脱脱《金史》